# 我在政府部門的日子
《我在政府部門的日子》（英語：Just Follow Law）是2007年由新加坡导演梁智强导演的一部的喜剧，由范文芳、葛米星主演，電影中虛構了兩個新加坡公務員的故事。在影片中，蓝领技工林定水和新加坡工作分配部门（WAS）处长谭雅因發生嚴重車禍，導致雙方的靈魂互換。
2007年2月15日这部电影在新加坡首次发布，接着3月22日在马来西亚和文莱上映。

## 剧情
電影一開始從這對父女過交通燈開始。這是關於兩個新加坡公務員的故事。
林定水是WAS的技术员，是一个单亲爸爸，有一個女儿叫小梅。他的上司是周谭雅，WAS活动与推广处处长。谭雅住在一套公寓里，有一个单亲妈妈，她一直忽略了妈妈的感受。林定水的工资很少，一直想要努力赚更多的钱，这样他可以给小梅买钢琴和鲍鱼，而谭雅不断努力改进自己部门的不良形象。两个人都在刘艾伦手下工作，当时WAS的首席执行官。
有一天，艾伦告诉谭雅、刘赐康、埃里克·谭和峇叔部长Seetoh伴随万宝盛华中国的部长陈先生和他的代表团将访问他们的部门。因此他们希望能表现出公司最好的一面。各部门汇报，但谭雅的傲慢地离开她的岗位，无心为这一天做准备。
随着她的部门出现了技术故障，并文书工作需要修复它，谭雅的部门办公室出陷入了巨大的混乱中。这是大家都不想看到的，因为大家都在很努力的准备迎接这个很重要的人物，他们决定把垃圾暂时搬出去。但是它仍然很碍眼，艾伦告诉了谭雅一些掩盖它的方式，谭雅将这个工作交给了她的下属。最终，林定水留下来处理这件事情。他成功地建立一个临时的墙，但是墙建到一半的时候发现钉子不够了，林定水只能用胶带代替钉子完成了最后墙面的固定工作。
在访问当天，所有的部长们都汇报的很顺利。参观最后一合影结束，这行人决定站在这面墙的前面，不幸的是用胶带固定的地方正好被推倒了。于是公司开始了对此事的调查，大家都互相推诿，最后找到了替罪羊 - 林定水。但这样一来，他的奖金就被削减，而林定水将怒火朝向了谭雅。林定水追上了谭雅的汽车，他駕駛着雪铁龙的貨車追著谭雅所駕駛的1998西特，直到在某個新加坡的高架路段，兩車发生了嚴重車禍，造成双方一个跑出了天桥和另一个掉到了海滩上。
二人由于这个造成的車禍事故都陷入昏迷被送往某家新加坡医院，他们的病情非常危重，但令人惊讶的两个人都能醒过来了，但是林醒过来時发现他是在谭雅的身体里，而谭雅是在林的身体里。他们被迫接受以对方的角色生活，在各自的岗位工作。“林定水”升级了她/他作为一个技术人员的技能，而“谭雅”周围空闲，作为一个部门主管他/她的表现并不是很好。
由于“谭雅”的疏忽，该部门严重超支。行政总裁和之前谭雅得罪的两位部门主管慈和埃里克打算关闭该部门。为了将这个部门保存下来不被关闭，谭雅和林定水打算办一个招聘展览会，让首席执行官考虑不关闭这个部门。谭雅和林定水尝试获得宣传，但繁文缛节和缺乏信息阻碍了他们的计划，他们将不得不等待至少三个月，不能做任何事情。然而，进展顺利，谭雅聘用真正的拆迁专家——烟火运营商。经过一系列的考验和磨难，成功举办了招聘会。
展会期间，慈和埃里克试图通过没收所需舞台背景的钉子破坏他们计划，但谭雅和林定水很快再次用胶带修复了。谭雅和林定水一起处理障碍直到最后与跟VIP客户一起在舞台上唱歌谢幕。然而，就在这个时候舞台着火了，计划的烟火加上烟火技术员的反抗和发射大炮的方向朝向了幕布。现场完全陷入了混乱之中，人们四处逃窜，找出路。当胶带绑住的舞台背景脱落时贵宾们最后终于找到一条退路。很多人成功地逃了出来，没有任何人受傷，现场暂时算是被控制住了。由于民防消防队员到达现场扑灭了大火，谭雅救了林定水的女儿。林定水和谭雅同时意识到了他们以前对于自己的亲人的忽视，最后谭雅的母亲和小梅和他们拥抱在了一起。

## 演員表
| 演員          | 角色                    | 介紹／暱稱／關係／職業                                                                   |
| 葛米星        | 林定水（Lim Teng Zhui） | WAS技工                                                                                  |
| 范文芳        | 周譚雅（Tanya Chew）    | WAS活动与推广处处长                                                                      |
|               | 小梅                    | 林定水的女兒                                                                             |
| Suhaimi Yusof | Bamboo                  | 林定水的同事與朋友                                                                       |
| 黃炯耀        | Blackjack               | 林定水的同事與朋友                                                                       |
|               | 忠伯                    | 電影的最後，警方在調查時，他說他心臟病發。該部門別解散後，忠伯回到他太太的私人公司工作。 |
| 林益民        | Eric Tan                | WAS's penny-pinching director.                                                           |
| David Bala    | Muthu                   | 淡米爾裔的保安，管理會場車輛停車事宜。                                                   |

## 著名台詞
- 小梅說：「We must follow the rules.」
- No cars, no police, and means go!（ 沒車，沒警察，就是沒政府！）
- 電影的最後，忠伯對Bamboo說：「You don't know this; You don't know that. How can I employ you?(譯：你這個不懂，那個也不懂，我怎能雇用你呢？)」

## 獎項提名
| 頒獎單位     | 獎項         | 獲獎者/提名者  | 結果 |
| ------------ | ------------ | -------------- | ---- |
| 第44屆金馬獎 | 最佳男主角獎 | 葛米星         | 提名 |
| 第44屆金馬獎 | 最佳原著劇本 | 溫雪瑩、陳慧琳 | 提名 |
| 第44屆金馬獎 | 最佳視覺效果 | 楊志鴻         | 提名 |

## 外部連結
- 香港影庫上《我在政府部門的日子》的資料（繁體中文）
- 開眼電影網上《我在政府部門的日子》的資料（繁體中文）
- 豆瓣电影上《我在政府部門的日子》的資料 （简体中文）
- 时光网上《我在政府部門的日子》的資料（简体中文）
- 爛番茄上《我在政府部門的日子》的資料（英文）
- TCM电影资料库上《我在政府部門的日子》的资料（英文）
- 互联网电影数据库（IMDb）上《我在政府部門的日子》的资料（英文）